# Hostal Fugaroles
L'Hostal Fugaroles és una obra eclèctica de Sant Hilari Sacalm (Selva) inclosa a l'Inventari del Patrimoni Arquitectònic de Catalunya.

## Descripció
Hostal situat al nucli urbà de Sant Hilari Sacalm, al carrer Monsolís número 31.
L'hostal està format per diversos cossos.
Al carrer Monsolís, on hi ha l'entrada a l'hostal, trobem dos edificis que formen part de l'hostal:
A la façana de l'edifici esquerra (número 29), hi ha una porta en arc escarser al costat dret i un portal en arc de llinda al costat esquerre. Al primer i segon pis, dos balcons amb llosana de pedra i barana de ferro forjat, entremig dels quals hi ha una finestra rectangular vertical.
A la façana de l'edifici de la dreta (número 31), hi ha la porta d'entrada a l'hostal en arc de llinda i al costat una finestra rectangular. Als dos pisos superiors, hi ha tres finestres rectangulars disposades verticalment. Al costat dret, hi ha un cos afegit, que a l'altura del primer pis és una terrassa.
El tractament de les dues façanes és el mateix: a la planta baixa, un fals encoixinat pintat que sobre les obertures imita dovelles disposades a monta-cavall. Emmarcant les obertures, línies de color blanc que són esgrafiats. També són esgrafiats les decoracions floras i vegetals (diferents a cada un dels dos cossos d'edificis), que decoren la part superior de les obertures (finestres i balcons). A la façana de l'edifici dret, hi ha les lletres HOSTAL FUGAROLES de color vermell metàl·liques.
Els dos edificis estan coberts per una teulada a doble vessant, desaiguada a les façanes principal i posterior.
Al costat del cos dret hi ha un jardí.
Adossat a l'edifici número 29, hi ha un cos rectangular. La façana lateral dreta d'aquest cos, és visible des de la carretera d'Osor. En aquesta façana d'aquest cos de planta baixa i tres pisos, hi ha pintata el nom de l'hostal, HOSTAL FUGAROLES. Les obertures, igual que totes les altres, estan emmarcades i coronades per elements florals esgrafiats.

## Història
Segons el cadastre l'edifici és del 1900.